# Publi Mari Cels
Publi Mari Cels (en llatí Publius Marius Celsus) va ser un magistrat romà del segle i.
Era Cònsol l'any 62 segons els Fasti, i va ser comandant de la Legio XV a Pannònia, d'on va ser enviat a unir-se amb Corbuló en una expedició contra els parts l'any 64.
Al morir Neró el 68 es va unir a Galba i era cònsol designat però no és clar si ja ho era per Neró o bé va ser nomenat per Galba. Era un dels mes fidels defensors del nou emperador i quan les legions es van revoltar contra Galba, Cels va anar a Il·líria i va trobar als rebels a l'anomenat Pòrtic Vipsanià, i encara que es va pensar que Cels podria apaivagar la revolta per la seva connexió anterior amb els soldats, no ho va poder fer.
La mort de Galba, que va seguir (69) va donar el poder a Otó. Els partidaris d'Otó van demanar l'execució de Cels però el nou emperador, que apreciava la fidelitat que havia mostrat amb Galba, no només el va perdonar, sinó que el va incloure en el seu cercle d'amics. Cels va servir a Otó amb la mateixa fidelitat que tenia al difunt emperador. Va ser enviat, amb Suetoni Paul·lí i Anni Gal per oposar-se a les forces de Vitel·li que avançaven cap a Itàlia. Cels i els seus col·legues van sortir victoriosos a la campanya del Po, prop de Placentia i Cremona on Cecina, el general de Vitel·li en va sortir derrotat. Tanmateix, Cecina va rebre ajut de Fabi Valent i Otó, en contra dels consells de Cels i de Suetoni Paulí, va ordenar arriscar una batalla que es va lliurar a Bedríacum i en la que Cels va ser derrotat. Aquesta victòria va donar l'imperi a Vitel·li.
Cels, que s'havia mantingut fidel a Otó fins a l'últim moment, no va patir represàlies. Vitel·li li va permetre d'entrar al càrrec de cònsol a les calendes de juliol del 69, tal com havia estat acordat per l'anterior emperador.